# Britpop
Britpop, betegnelse for undergenren af alternativ rock, som var særligt fremherskende i 1990'erne, hvor den talte bands som Suede, Oasis, Pulp, Blur, The Verve og Radiohead.
Britpoppen har ikke én enslydende sound. Selv om britpoppen har sine rødder i den britiske indie-scene, var britpoppen i særdeleshed kommerciel. Britpoppen opstod som en reaktion på musikalske og kulturelle trends i de sene 1980'ere og tidlige 1990'ere – hovedsageligt som reaktion på grunge-fænomenet fra USA. På trods af britpop-kunstnernes kommercielle succes i resten af Europa og for nogles vedkommende også i USA, uddøde britpoppen som fænomen med årstusindeskiftet.

## Tidslinje for britpop-bands
Dette er en liste over bands, der har haft væsentlig indflydelse på britpop'en.
De grønne bands er opløst. De orange bands er stadigt aktive (i august 2010).